# 金台夕照站
金台夕照站是一个位于中国北京市朝阳区呼家楼街道东三环北路京广桥以南处，属于北京地铁10号线的地铁车站，于2008年7月19日启用。未来平谷线和28号线也将在此设站（以“京广桥站”名义建设，实际为站内换乘的三线换乘站）。

## 位置
10号线金台夕照站位于北京市朝阳区东三环北路京广桥与光华桥之间地下，10号线车站呈南北走向。

## 结构
金台夕照站为地下车站，地下一层为整体式站厅层、地下二层为分离式岛式站台设计。采用暗挖施工。车站总长169.2米，宽13.2米。

### 车站楼层
| G                   | 地面 | 出入口 |
| B1                  | 站厅 | 票务服务、自动售票机、一卡通充值 |
| B2                  | 站台 | \| \| \| █ 10号线外环（呼家楼） \| \| 分離式 · 開左邊车门 \| \| \| \| 暗挖式站台层通道 \| \| \| \| 分離式 · 開左邊车门 \| \| \| \| \| \| █ 10号线内环（国贸） \| |
|                     |      | █ 10号线外环（呼家楼） |
| 分離式 · 開左邊车门 |      | |
| 暗挖式站台层通道    |      | |
| 分離式 · 開左邊车门 |      | |
|                     |      | █ 10号线内环（国贸） |

### 站台
本站的站台位于东三环中路地底，属于分离岛式站台，内环方向站台中部设有通往站厅的升降电梯。

## 命名

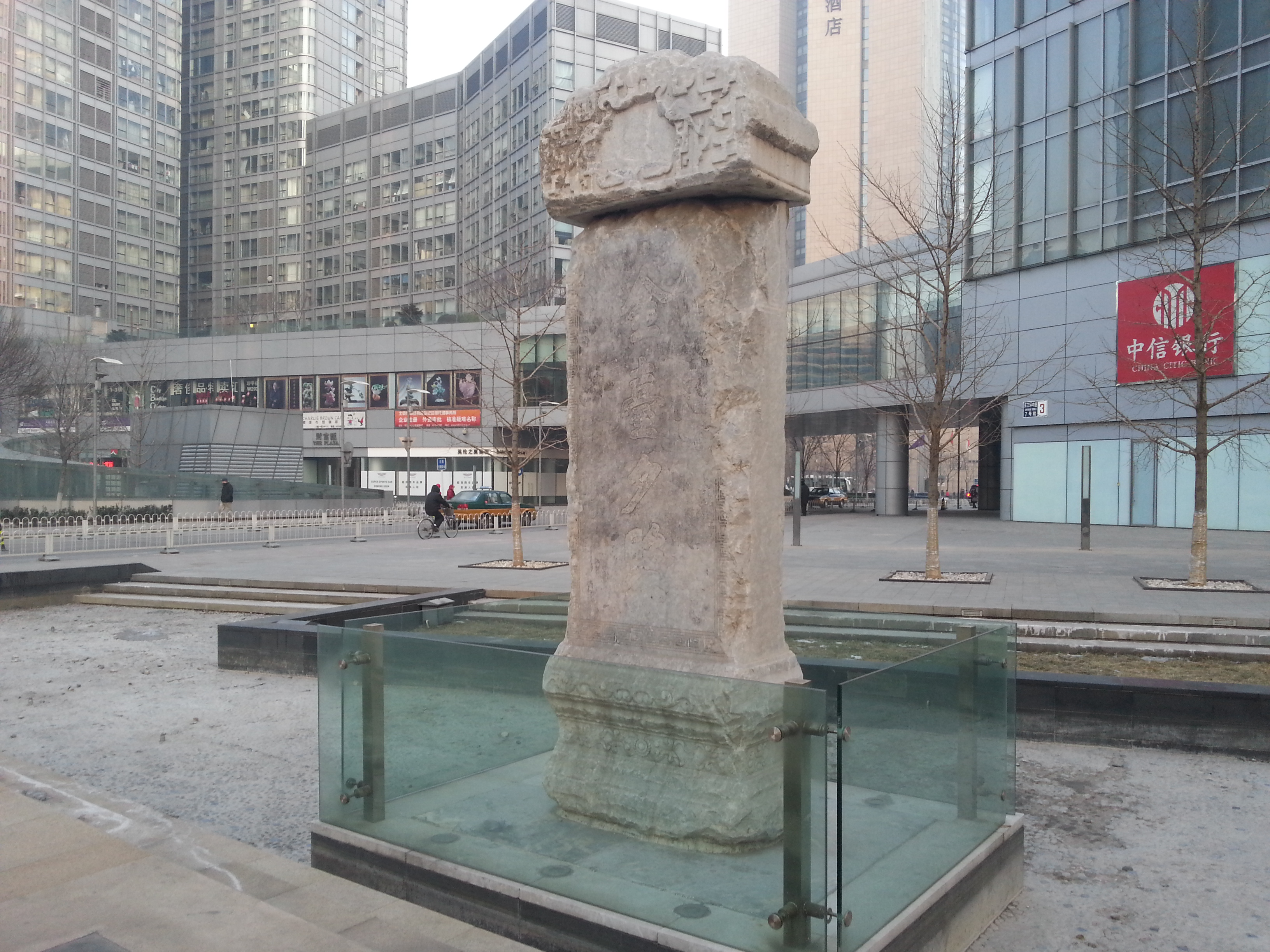
金台夕照碑

“金台夕照”一名，源于燕京八景之一。2002年，京广大厦下出土乾隆帝御笔题金台夕照碑，清理后立在大厦之下。这一站在2008年10号线一期开通时借用这个典故命名。

## 周边
金台夕照站位于北京商务中心区内，周边高楼大厦密集。中央电视台总部大楼等建筑在此站附近。所以这站在早晚高峰挤满了来往周边超高层写字楼的上班族。

## 出入口
金台夕照站有4个出入口，A、D口在东三环西侧，B、C口在东三环东侧。
|                       |                    |                                                                          |      |            |
| 編號                  | 指示               | 建議前往的目的地                                                         | 照片 | 无障碍设施 |
| 出口 · A · 升降机标志 | 东三环中路（西侧） | 渣打大厦、财富中心三期、环球金融中心、芳草地万通中心、千禧大厦、世贸天阶 |      |            |
| 出口 · B · 升降机标志 | 东三环中路（东侧） | 锐创(中国)大厦                                                           |      |            |
| 出口 · C              | 东三环中路（东侧） | 光华桥阳光100、中央广播电视总台光华路办公区                              |      | 不適用     |
| 出口 · D              | 东三环中路（西侧） | 财富中心一期、富尔大厦、旺座中心、嘉里中心、金台夕照碑                   |      | 不適用     |
| 註： 設有             |                    |                                                                          |      |            |